# Egnasia dimorphica
Egnasia dimorphica là một loài bướm đêm trong họ Noctuidae.